# Foton 824
Foton 824 – ciągnik rolniczy produkowany przez chińską firmę Shandong Foton Heavy Industries Co.Ltd. W Polsce od 2006 roku montowany przez Pol-Mot Warfama, dzisiejszy Ursus S.A.

## Dane techniczne
- Moc silnika: 60 kW
- Ogumienie przednie: 11,2-24 8 PR
- Ogumienie tylne: 16,9-34 10 PR
- Silnik: Perkins 1004 - 4TR, wysokoprężny, doładowany z wtryskiem bezpośrednim, chłodzony cieczą.
- Układ napędowy: Skrzynia przekładniowa mechaniczna z reduktorem biegów pełzających
- Liczba biegów: 16 przód, 8 tył.
- Kabina: Ogrzewanie, klimatyzacja, wycieraczki, lusterka, reflektory robocze.